# Jamie Moyer
Jamie Moyer, född den 18 november 1962 i Sellersville i Pennsylvania, är en amerikansk före detta professionell basebollspelare som spelade 25 säsonger i Major League Baseball (MLB) 1986–1991, 1993–2010 och 2012. Moyer var vänsterhänt pitcher.

## Karriär

### Major League Baseball
Moyer debuterade i MLB för Chicago Cubs 1986. Han spelade även för Texas Rangers, St. Louis Cardinals, Baltimore Orioles, Boston Red Sox, Seattle Mariners, Philadelphia Phillies och Colorado Rockies.
Moyer togs ut till MLB:s all star-match 2003 och vann World Series 2008 med Phillies. Han har liknats vid storspelaren Phil Niekro.
Moyer var vid tidpunkten för sin sista match 2012 den äldsta aktiva spelaren i MLB och hade flest vinster, förluster, innings pitched, starter av en pitcher, strikeouts, walks, hits allowed och earned runs av alla aktiva pitchers i MLB. Moyer innehar också det mindre smickrande MLB-rekordet i homeruns allowed under karriären (522).
Den 7 april 2012 blev Moyer, då 49 år och 141 dagar gammal, den näst äldsta pitchern i MLB:s historia efter Satchel Paige att starta en match. Tio dagar senare blev han den äldsta pitchern i MLB:s historia att vinna en match. När han vann sin andra match för året den 16 maj utökade han rekordet till 49 år och 180 dagar. I samma match blev han också den äldsta spelaren i MLB:s historia att få en inslagen poäng (RBI).
Den 30 maj 2012 blev Moyer petad ur Colorado Rockies spelartrupp. Några dagar senare skrev han kontrakt med Baltimore Orioles, men efter tre matcher för en av Orioles farmarklubbar, då det stod klart att Orioles inte tänkte befordra honom inom den närmaste tiden, blev Moyer på egen begäran löst från kontraktet. Efter bara några dagar skrev Moyer på för Toronto Blue Jays och skickades till en av Blue Jays farmarklubbar. Inte heller nu lyckades han dock ta en plats i moderklubbens spelartrupp och löstes från kontraktet.

## Efter karriären
Säsongen 2013 spelade Moyer inte alls i MLB, men i september rapporterades det att han siktade på en comeback, nu som knuckleball-pitcher. Samma höst gav han ut sina memoarer, Just Tell Me I Can't. I oktober sade han i en radiointervju att hans karriär var över.
Inför 2014 års säsong anställdes Moyer som ny TV-kommentator för Philadelphia Phillies. Efter bara en säsong slutade han för att kunna tillbringa mer tid med sin familj.
2015 blev Moyer invald i Seattle Mariners Hall of Fame. Han blev den nionde medlemmen och innehade vid den tidpunkten klubbrekorden i vinster (145), starter av en pitcher (323) och innings pitched (2 093). Hans 21 vinster 2003 var också klubbrekord; den enda andra pitchern som vunnit minst 20 matcher under en säsong för Mariners var Randy Johnson, som vann 20 matcher 1997.